# شوشاي
شوشاي إحدى قرى مركز أشمون التابع لمحافظة المنوفية بجمهورية مصر العربية، ومن أعلامها الأديب واللغوي أمين الخولي.

## التاريخ
قرية شوشاي من القرى القديمة، حيث وردت باسم «شوشيه» في أعمال المنوفية ضمن قرى الروك الصلاحي التي أحصاها ابن مماتي في كتاب قوانين الدواوين، كما وردت باسم «شوشيه» في أعمال المنوفية ضمن قرى الروك الناصري التي أحصاها ابن الجيعان في كتاب «التحفة السنية بأسماء البلاد المصرية». وفي العصر العثماني وردت باسم «الشيّه» في التربيع العثماني الذي أجراه الوالي العثماني سليمان باشا الخادم في عصر السلطان العثماني سليمان القانوني ضمن قرى ولاية المنوفية، وفي تاريخ 1228هـ/1813م الذي عدّ قرى مصر بعد المسح الذي قام به محمد علي باشا باسم «شوشاي» ضمن قرى مديرية المنوفية.

## السكان
بلغ عدد سكان شوشاي وكفر عطا 9,856 نسمة، حسب الإحصاء الرسمي لعام 2006.